# 57º Battaglione "Abruzzi"
Il 57º Battaglione "Abruzzi" è un'unità dell'esercito italiano, erede delle tradizioni e della storia dell'57º Reggimento fanteria "Abruzzi", di stanza a Sulmona.

## Storia
Il 16 aprile 1861 si forma la Brigata "Abruzzi" per la quale sono costituiti il 57º Reggimento Fanteria e 58º Reggimento Fanteria.

### Nella Guerra italo-turca (1911-1913)
Il 57º “Abruzzi”, dal momento della conclusione del ciclo risorgimentale, svolse solo incarichi da guarnigione. La sede del Reggimento intanto era diventata Padova con un battaglione a Legnago.

Quando Giolitti decise di invadere la Tripolitania e la Cirenaica, il 57º era pronto per l'impresa. La guerra contro l'Impero ottomano per quelle sue province africane non fu semplice. Molte erano infatti le difficoltà, date dall'ambiente desertico e da una insidiosa capacità di reagire da parte degli aggrediti, ricorrendo a una tattica di guerriglia.

Il 57º partì alla volta delle attuali regioni libiche nel novembre 1911, sbarcando a fine mese a Bengasi. Il reggimento, durante tutta la campagna al comando del colonnello Vanzo, fu inquadrato, insieme al 79º, nella VII brigata di fanteria. Poche furono le attività fino al marzo 1912, quando si intensificarono gli attacchi arabi e berberi con attività di guerriglia.

Fu il momento del fatto d'arme, che riecheggia ancora oggi, il quale si svolse presso la località di “Suani 'Abd el-Rani”, detta comunemente delle “Due Palme”. Da azioni di guerriglia musulmane, ben presto esse si trasformarono in un vero e proprio attacco all'oasi, anche con pezzi di artiglieria. Il 57º rispose prontamente a tutti gli attacchi, portando successivamente un contrattacco, fino all'ultimo uomo ed all'arma bianca. Combattimenti cruenti che si risolsero con una netta vittoria. Per questa azione il reggimento fu insignito di Medaglia d'Argento al V.M.
Subito dopo, nell'aprile 1912, in gran segreto il 57º salpò da Bengasi per raggiungere l'isola di Rodi, dal momento che la guerra era stata spostata nel mare Egeo, nelle isole del Dodecanneso e di Rodi in particolare, assai vicine alle coste turche.

Nei mesi seguenti ci furono pochi scontri e una rapida avanzata, ma nell'agosto 1912 il nemico attaccò in forze. Diversi furono gli scontri ma quello decisivo e violento si svolse a Ettangi (dall'arabo Wādī al-Tanja), quattro ore di combattimenti conclusi dalla vittoria italiana. Per questo fatto d'arme il 57º ricevette la sua seconda Medaglia d'Argento al V.M.
Terminato il conflitto il reggimento rientrò in Italia ad eccezione del II battaglione che rimase a presidiare le regioni attualmente libiche fino al 1916.

### Nella prima guerra mondiale (1915-1918)
Nell'agosto 1914, scoppiata la guerra tra le potenze europee, il 57º fu inviato a Fonzaso. Nel maggio 1915 occupò le posizioni di M. Pasolini, M. Picosta, M. Agaro, M. Remitte e M. Viderne. Dichiarata guerra all'Austria-Ungheria, il Reggimento occupò oltreconfine le posizioni di Cima della Caldiera, Cima Laste, M. Mezza e la Rocchetta. A partire dal gennaio 1916 fu inviato verso il fronte di Gorizia.
Successivamente alla Strafexpedition austriaca cominciò per il 57º la vera guerra " calvario di dolore e di gloria". Nel maggio dello stesso anno sostituì altre truppe nel settore di Oslavia per lo scontro decisivo: la battaglia di Gorizia. Il compito del 57º fu quello di attaccare il costone di Oslavia, i combattimenti si protrassero per tre giorni (6-8 agosto 1916). Il valore e lo slancio furono premiati con la Medaglia d' Argento al V.M. concessa alla bandiera di guerra.
Il 1917 fu un anno pieno di attacchi e contrattacchi nella zona di Gorizia. Il valore ed il coraggio dei fanti del 57º fu premiato da un'altra insegna al valore, una Croce di guerra offerta, durante una rivista militare, dal Presidente della Repubblica Francese.
Il 57º rimase in zona di guerra fino alla conclusione, trovandosi in prima linea dalla ritirata di Caporetto alla vittoria sul Grappa, dove combatté l'ultima battaglia.

### Nella seconda guerra mondiale (1939-1945)
Nel periodo a cavallo dei due conflitti mondiali il 57º partecipò in diverse situazioni in soccorso alle popolazioni e negli anni 1935-36 un suo battaglione partecipò alla campagna italo-etiopica.
Dal 15 luglio 1941 il Reggimento assunse una nuova denominazione di 57º Reggimento Fanteria Motorizzato "Abruzzi".
Durante gli anni della seconda guerra mondiale il 57º non ebbe momenti di gloria in quanto non direttamente impegnato in battaglie. Nel 1940 stanziò per pochi mesi in Piemonte, in attività d'istruzione, di sfilamento e di esercitazioni tattiche per prepararsi a combattere un nemico (la Francia) che era già stato sconfitto dalle truppe germaniche.
Durante il 1941 non partecipò direttamente allo scontro con le truppe jugoslave, ma si mantenne in retrovia sempre pronto ad intervenire. Il 1942 comportò per il Regio Esercito un notevole impegno per rafforzare le postazioni difensive costiere dell'Italia, impegno a cui partecipò attivamente il 57º. Al Reggimento fu affidato il tratto di frontiera marittima che va da Voltri a Noli.
Nell'estate i fanti del 57º intervennero contro atti di sabotaggio di unità paracadutisti britanniche ed attacchi aerei nemici intenti a bombardare i centri abitati costieri. Verso la fine del 1942, essendo necessaria ampliare l'azione difensiva del presidio italiano nella Francia meridionale, il 57º venne trasferito a Tolone dove svolse, principalmente, azioni di disarmo nei confronti di partigiani francesi.
Nel gennaio 1943, la Divisione "Piave" compreso il 57º fu trasferita a presidiare il Lazio meridionale. Al Reggimento fu affidato il controllo delle zone limitrofe a Priverno e all'Abbazia di Fossanova.
Dopo l'otto settembre gli eventi precipitarono e ben presto ci si trovò a difendere Roma dall'azione tedesca. Difesa della stessa che fu rapidamente abbandonata vista la schiacciante avanzata tedesca.

## Tempi recenti

Fregio dell'Arma di Fanteria dell'Esercito Italiano (usato per la Fanteria di Linea)

Il 1º dicembre 1975, dal I battaglione dell'80º Reggimento Fanteria "Roma", viene ricostituito il 57º Battaglione Fanteria Motorizzato "Abruzzi", per la Brigata Motorizzata "Acqui", al quale sono affidate Bandiera e tradizioni del 57º reggimento.
L'unità cambia denominazione il 2 marzo 1991 in 57º Battaglione Fanteria "Abruzzi", passando poi alle dipendenze del Comando Organizzazione Penitenziaria Militare con compiti addestrativi.
Con la sospensione della Leva e la riorganizzazione dei reparti di addestramento, dal 1º aprile 2006 viene assegnato alle dipendenze del Raggruppamento unità addestrative. Dall'anno successivo è inquadrato nel 123º reggimento "Chieti".

## Soccorso alla popolazione
- Febbraio 2012: aliquote di personale e mezzi del 57º Btg. "Abruzzi" sono mobilitate per l'emergenza maltempo a L'Aquila.[3]

## Onorificenze
Il 57º Battaglione "Abruzzi" è decorato delle seguenti onorificenze:

## Stemma

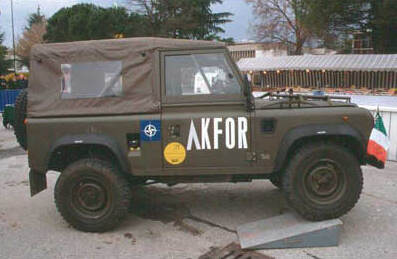
AR 90

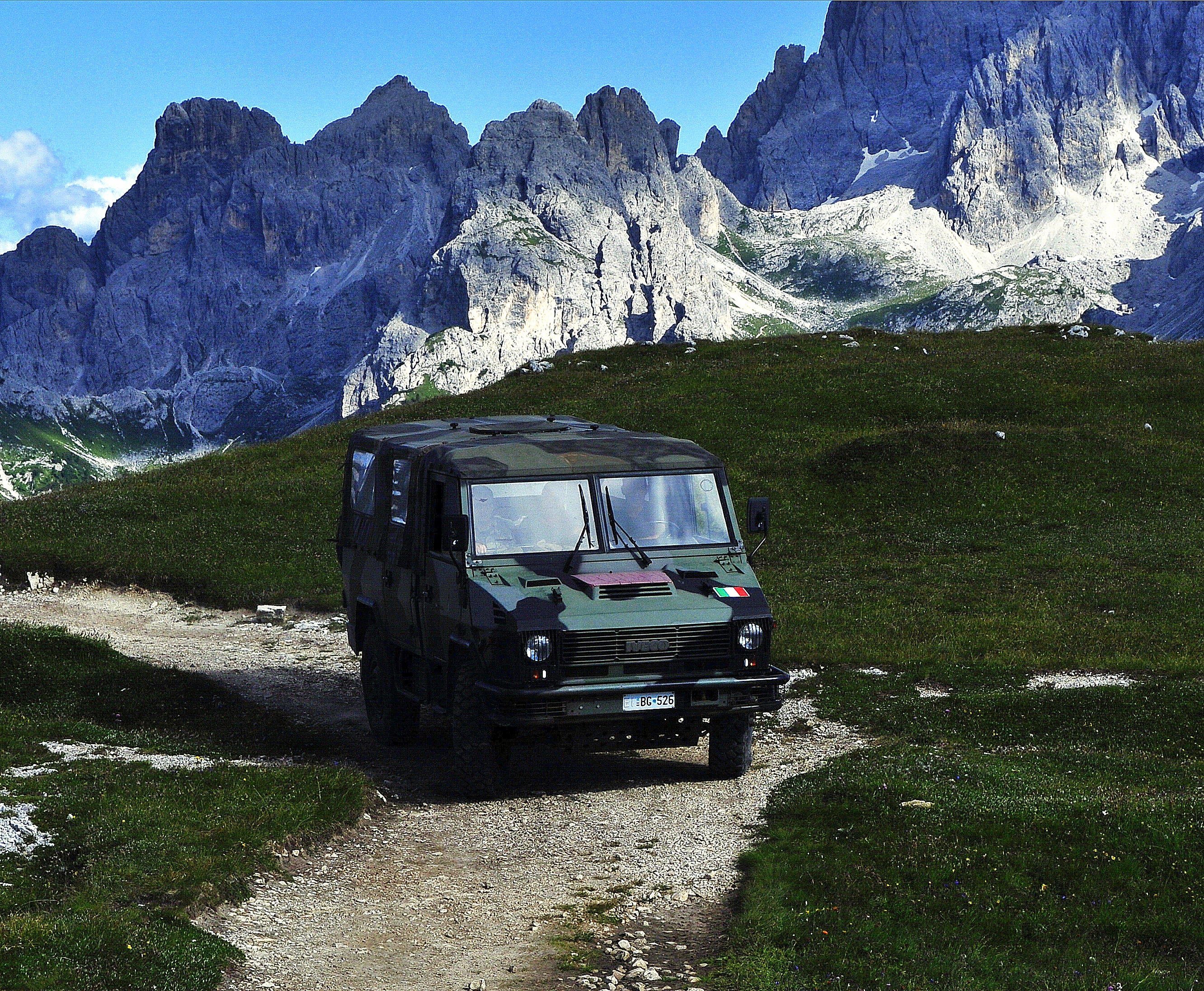
VM 90 Torpedo

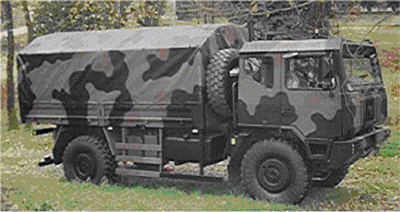
ACTL 4x4

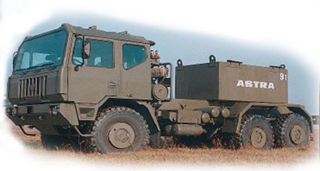
ACTL 6x6

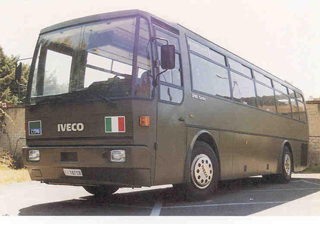
370

Scudo Inquartato: nel primo d'argento, all'aquila dal volo abbassato di nero, coronata, rostrata, linguata ed armata d'oro, accostata in capo dalle lettere P.H.S. (L'Aquila); nel secondo d'azzurro a due palme al naturale, fruttate d'oro, nodrite e sormontate da due stelle d'argento (Tripolitania); nel terzo d'azzurro alla muraglia d'argento, torricellata di tre, merlata alla ghibellina, la centrale più elevata, sormontata da una stella d'argento: il tutto su terrazza di verde aperto, finestrate e murato di nero (Gorizia); nel quarto d'argento a tre fasce convesse di nero (Sora).
Corona turrita
Ornamenti esteriori:
lista bifida: d'oro, svolazzante, collocata sotto la punta dello scudo, incurvata con la concavità rivolta verso l'alto, riportante il motto: "Nella Bandiera è la mia gloria".
onorificenza: accollata alla punta dello scudo con l'insegna dell'Ordine Militare d'Italia pendente al centro del nastro con i colori della stessa.
nastri rappresentativi delle ricompense al Valore:

## Insegne e Simboli del 57º Battaglione "Abruzzi"
- Il battaglione indossa il fregio della Fanteria (composto da due fucili incrociati sormontati da una bomba con una fiamma dritta).
- Le mostrine del battaglione sono rettangolari di colore verde con banda centrale nera. Alla base della mostrina si trova la stella argentata a 5 punte bordata di nero, simbolo delle forze armate italiane.

## Motto del Reggimento
"Nella Bandiera è la mia gloria"

## Festa del Reggimento
La festa del battaglione cade l'8 agosto, anniversario dei combattimenti a Oslavia e Gorizia (1916).

## Armi e mezzi in dotazione

### Armamento
- Pistola automatica "BERETTA 92 FS" cal.9
- Fucile d'assalto "AR 70/90" cal. 5,56
- Arma di reparto "MINIMI" cal. 5,56
- Arma di reparto "MG 42/59" cal. 7,62 NATO
- OD 82/SE

### Mezzi
- Land Rover AR 90
- VM 90T
- Iveco ACM 90 4x4
- Fiat 370
- Fiat A90.14